# Dystrykt Malabo
Malabo – dystrykt położony w prowincji Bioko Północne, w Gwinei Równikowej. Siedzibą dystryktu jest Malabo.

## Demografia
Liczba mieszkańców dystryktu Malabo na przestrzeni lat 1983-2001.